# Polifontes (rei da Messênia)
Polifontes, na mitologia grega, foi um rei da Messênia.
Após o retorno dos heráclidas, o Peloponeso foi dividido, cabendo a Messênia, por sorteio, a Cresfontes, que manipulou o sorteio de forma que ele ganhasse esta região.
Cresfontes foi assassinado com dois de seus filhos, e o reino passou para Polifontes, um heráclida.
Polifontes tomou como esposa Mérope, viúva de Cresfontes, mas foi morto por Aepytus, o terceiro filho de Cresfontes e Mérope, que esta havia dado a seu pai para criar.